# Woodland Hills (Nebraska)
Woodland Hills – jednostka osadnicza w Stanach Zjednoczonych, w stanie Nebraska, w hrabstwie Otoe. W 2010 osada była zamieszkiwana przez 215 osób.